# Rhipidoglossum ovale
Rhipidoglossum ovale é uma espécie de orquídea, família Orchidaceae, que existe no Zaire, Ruanda, Burundi e Uganda. Trata-se de planta epífita, monopodial com caule que mede pelo menos vinte centímetros de comprimento e tem folhas alternadas ao longo de todo o caule; cujas pequenas flores tem um igualmente pequeno nectário sob o labelo.

## Publicação e sinônimos
- Rhipidoglossum ovale (Summerh.) Garay, Bot. Mus. Leafl. 23: 195 (1972).

Sinônimos homotípicos:
- Diaphananthe ovalis Summerh., Kew Bull. 16: 313 (1962).